# Méridatapakul
Méridatapakul (Scytalopus meridanus) är en fågel i familjen tapakuler inom ordningen tättingar.

## Utbredning och systematik
Méridatapakul delas in i två distinkta underarter:
- Scytalopus meridanus meridanus – förekommer i Anderna i västra Venezuela (Mérida och Táchira)
- Scytalopus meridanus fuscicauda – förekommer i  Anderna i Venezuela i södra Lara  och Trujillo

## Status
IUCN kategoriserar arten som livskraftig.